# Hoces del Ebro
Hoces del Ebro este o arie protejată (arie de protecție specială avifaunistică — SPA) din Spania întinsă pe o suprafață de 4.064,26 ha, integral pe uscat.

## Localizare
Centrul sitului Hoces del Ebro este situat la coordonatele 42°48′20″N 3°51′30″W / 42.8056°N 3.8582°V.

## Înființare
Situl Hoces del Ebro a fost declarat arie de protecție specială avifaunistică în august 2000 pentru a proteja 24 de specii de animale.

## Biodiversitate
Situată în ecoregiunea atlantică, aria protejată nu include niciun habitat protejat.
La baza desemnării sitului se află mai multe specii protejate:
- păsări (20): pescăruș albastru (Alcedo atthis), acvilă de munte (Aquila chrysaetos), pasărea ogorului (Burhinus oedicnemus), ciocârlie-cu-degete-scurte (Calandrella brachydactyla), caprimulg (Caprimulgus europaeus), șerpar (Circaetus gallicus), erete vânăt (Circus cyaneus), presură de grădină (Emberiza hortulana), șoim călător (Falco peregrinus), vulturul pleșuv sur (Gyps fulvus), acvilă pitică (Hieraaetus pennatus), sfrâncioc roșiatic (Lanius collurio), ciocârlie de pădure (Lullula arborea), ciocârlie de bărăgan (Melanocorypha calandra), gaia neagră (Milvus migrans), gaia roșie (Milvus milvus), vultur egiptean (Neophron percnopterus), viespar (Pernis apivorus), Pyrrhocorax pyrrhocorax, silvie de tufiș (Sylvia undata)
- mamifere (2): Galemys pyrenaicus, vidră de râu (Lutra lutra)
- pești (2): Achondrostoma arcasii, Parachondrostoma miegii